# Bojadła (plaats)
Bojadła is een dorp in het Poolse woiwodschap Lubusz, in het district Zielonogórski. De plaats maakt deel uit van de gemeente Bojadła en telt 1200 inwoners.

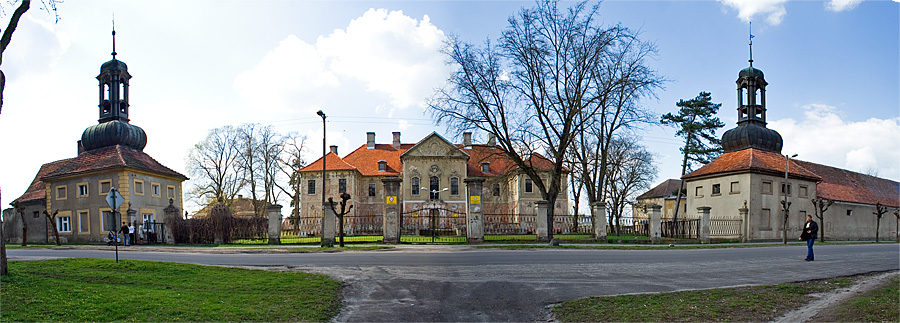
het paleis van Bojadła